# Body of Evidence (filme)
Body of Evidence (bra: Corpo em Evidência; prt: Corpo de Delito) é um filme estadunidense de 1993, do gênero suspense erótico, produzido por Dino De Laurentiis e distribuído pela Metro-Goldwyn-Mayer. Foi dirigido por Uli Edel e escrito por Brad Mirman. O filme é estrelado por Madonna e Willem Dafoe, com Joe Mantegna, Anne Archer, Julianne Moore e Jürgen Prochnow em papéis coadjuvantes.
Originalmente, possuía da Motion Picture Association of America a rara classificação NC-17, ou seja, apenas maiores de 17 anos podiam ver o filme. O primeiro lançamento nos cinemas foi censurado com o objetivo de obter uma classificação R, que permite menores de 17 anos acompanhados por adultos, reduzindo o tempo de exibição do filme de 101 para 99 minutos. A estreia em vídeo, no entanto, restaurou o material excluído. A performance de Madonna no filme foi ridicularizada universalmente pelos críticos de cinema e marcou sua quarta atuação como amplamente criticada, após Shanghai Surprise (1986), Who's That Girl (1987) e Bloodhounds of Broadway (1989).
Na França e no Japão, o filme foi lançao sob o nome de Body. No Japão, o outro filme de Madonna, Dangerous Game, de 1993, foi lançado lá como Body II, embora os filmes não tenham nada em comum nem estejam relacionados na narrativa.

## Enredo
Um homem mais velho, Andrew Marsh, vê uma fita pornográfica caseira. Mais tarde, é revelado que Marsh morreu de complicações decorrentes de asfixia erótica. A principal suspeita é a mulher que faz sexo com Marsh no filme, Rebecca Carlson, que depois de ser acusada de assassinato é representada pelo advogado Frank Dulaney. Quando o julgamento começa, Carlson e Dulaney entram em um relacionamento sexual sadomasoquista pelas costas da esposa desavisada de Dulaney.
Durante seu primeiro encontro sexual, Frank, dominado pela luxúria, percebe tarde demais que Rebecca está amarrando os braços atrás das costas usando o próprio cinto. Rebecca o empurra na cama, tira a roupa de baixo e, enquanto ele está contido, o humilha derramando cera de vela quente no peito, estômago e órgãos genitais, se divertindo pela frustração de Frank e pelas reações cada vez mais desesperadas. Os dois então fazem sexo com Rebecca no controle total, um contraponto óbvio ao relacionamento deles no tribunal onde Frank é quem está no controle, e uma demonstração de Rebecca usando o desejo incontrolável de um homem por ela para manipulá-lo em subserviência, como ela havia feito com o homem que ela é acusada de matar.
Rebecca proclama sua inocência a Dulaney em particular e no tribunal, mas o promotor Robert Garrett procura provar que ela matou Marsh deliberadamente na cama para receber os US$ 8 milhões que ele a deixou em seu testamento. O testemunho da secretária particular de Marsh, Joanne Braslow, revela que ele teve um relacionamento sexual com Braslow que poderia ter contribuído para sua morte, lançando uma dúvida razoável sobre a culpa de Rebecca.
Rebecca é acusada no tribunal de ser uma interesseira, por ter tido relações anteriores com vários homens mais velhos e ricos, incluindo Jeffery Roston, que testemunha que ela era sexualmente dominadora e alcançou gratificação por degradá-lo e fazê-lo implorar, contando um incidente muito semelhante ao seu primeiro encontro com Frank, uma descrição que claramente ressoa com Frank. Roston afirma que Rebecca terminou abruptamente o relacionamento deles quando ele fez uma cirurgia cardíaca e ficou mais saudável.
Frank acusa Rebecca de ocultar informações dele, terminando com raiva o caso. Frank descobre que sua esposa aprendeu sobre seu adultério, pelo qual ele culpa Rebecca. Frank vai para a casa de Rebecca e a confronta, ela afirma inicialmente que ligou para a casa de Dulaney e conversou com a esposa para determinar se ele ainda a representaria, mas quando Frank a acusa de mentir, Rebecca o provoca com o que ela poderia ter dito à esposa. Frank, com raiva, empurra Rebecca para o chão. Ela o provoca novamente, sabendo que, apesar de tudo, Frank ainda não será capaz de resistir a ela. No entanto, quando Rebecca novamente manipula Frank em uma posição para contê-lo com um par de algemas, ele as luta contra ela e a algema a uma cabeceira da cama para que ela fique à sua mercê. Suas posições invertidas pela primeira vez com Frank no controle, ele se força contra ela.
O testemunho de Rebecca convence o júri, que a absolve. Antes de sair do tribunal, ela zomba de Dulaney por tirar um cliente culpado, ciente de que ele não pode repetir o que ela disse e que não pode ser julgada duas vezes pelo mesmo crime.
Naquela noite, Frank novamente visita a casa de Rebecca, onde a encontra com o médico de Marsh, Alan Paley, discutindo livremente como eles conspiraram para matar Marsh. Rebecca informa francamente que usa suas irresistíveis proezas sexuais para fazer os homens fazerem o que quiser, incluindo o próprio Frank, Marsh e Paley. Rebecca insulta Paley dizendo para ele ficar quieto, pois ele pode ser condenado por perjúrio, e diz para ele sair porque ela já o esqueceu. Um Paley enfurecido ataca Rebecca fisicamente e, depois que Dulaney o tira, Paley atira nela duas vezes. Ela mergulha de uma janela para sua morte e Paley é preso por assassiná-la.
Antes de deixar a cena com sua esposa para reparar o relacionamento, Dulaney diz a Garret que ele deveria ter vencido o caso com Garrett respondendo: "Eu consegui".[carece de fontes?]

## Elenco
- Madonna como Rebecca Carlson[9]
- Willem Dafoe como Frank Dulaney
- Joe Mantegna como Robert Garrett
- Anne Archer como Joanne Braslow
- Julianne Moore como Sharon Dulaney
- Stan Shaw como Charles Briggs
- Charles Hallahan como Dr. McCurdy
- Lillian Lehman como Judge Mabel Burnham
- Mark Rolston como Detetive Reese
- Jeff Perry como Gabe
- Richard Riehle como Detetive Griffin
- Jürgen Prochnow como Dr. Alan Paley
- Frank Langella como Jeffrey Roston

## Recepção
O filme foi indicado a seis categorias do Framboesa de Ouro, incluindo Pior Filme, Pior Ator (Willem Dafoe), Pior Diretor, Pior Atriz Coadjuvante (Anne Archer) e Pior Roteiro, com Madonna vencendo a Pior Atriz. Também apareceu na lista de 2005 dos filmes mais odiados de Roger Ebert. O roteiro e as performances foram especialmente depreciados. Seu colega Gene Siskel chamou Body of Evidence de um "thriller estúpido e vazio" que é pior do que seu livro de mesa softcore Sex.Body of Evidence tem uma classificação de 8% no Rotten Tomatoes, com base em 36 revisões. O consenso crítico diz: "As cenas de sexo de Body of Evidence podem ser estranhas, mas o conceito ridículo é ainda mais desfeito pelo diálogo ridículo". O público pesquisado pela CinemaScore atribuiu ao filme uma classificação "C" na escala de A + a F.
Julianne Moore depois se arrependeu de ter atuado no filme e passou a chamá-lo de "um grande erro".

### Bilheteria
Body of Evidence teve um desempenho ruim nas bilheterias. Na segunda semana, houve uma queda de 60%.